# Positivismo e Idealismo en la Ciencia del Lenguaje
Positivismo e Idealismo en la Ciencia del Lenguaje (1904), subtitulado "Una investigación lingüístico-filosófica" (Positivismus und Idealismus in der Sprachwissenschaft. Eine sprach-philosophische Untersuchung) es la obra lingüística clave del gran romanista Karl Vossler (1872-1949). Ha sido editada filológicamente en español por la profesora María del Rosario Martí Marco.

## Estructura y concepto de la Obra
La obra se organiza en cuatro partes: tras un prefacio, la primera parte examina el “positivismo metodológico y metafísico”; la segunda parte versa sobre “la división de la ciencia del lenguaje”; la tercera analiza “el sistema positivista (teoría de la flexión y formación de palabras, sintaxis, semántica, fonética y leyes fonéticas, evolución fonética y significado y teoría de la métrica positivista)”; la cuarta parte está dedicada al “sistema idealista de la ciencia del lenguaje”.
Vossler, uno de los representantes más importantes de la Romanística en los campos de la lengua y la literatura, en lo que se refiere a los ámbitos italiano, francés y español, es el fundador de la Filología idealista de principios del siglo XX. Contempla el lenguaje y la literatura como parte de la historia cultural; hereda la filosofía del lenguaje de Wilhelm von Humboldt y converge con la lingüística estética de Benedetto Croce en los comienzos de una ardua época que hubo de ser de casi absoluto predominio formalista y estructuralista, hoy ya definitivamente conclusa.
Con este breve, incisivo y revolucionario Positivismo e Idealismo en la Ciencia del Lenguaje, Vossler inicia una serie de publicaciones poliédricas y memorables. El nudo gordiano de la lingüística vossleriana se encuentra en una deslumbrante interpretación de textos literarios singulares, proponiendo un estudio ejercido sobre la base del análisis lingüístico y la exégesis textual. El estudio del lenguaje del texto es el primer paso de la investigación y lugar de intersección con la literatura. La lengua como hecho estético es quizás el punto más específico del Idealismo. De ahí que los ensayos de Vossler se caractericen como “preeminencia de la poesía sobre la prosa teórica”, como “poesía que lee sobre la poesía” (Dichtung über die Dichtung lesen). Se trata de una teoría lingüística que se recrea esencialmente en el análisis del estilo (Stilanalyse).
La obra produjo un amplio debate a principios del siglo XX que aun hoy no se puede dar por definitivamente cerrado. Vossler provocó la existencia, durante varias décadas, de un foro crítico, en parte sustentado por sus discípulos Leo Spitzer y Eugen Lerch. La huella del pensamiento lingüístico de Vossler se considera sobre todo patrimonio de la Filología Románica y la Lingüística y ha quedado impresa en la Crítica y la Lingüística de tendencia humanística, así como en los tratados de historiografía de la lengua, especialmente alemanes y españoles.